# پنج روز میلان
پنج روز میلان (به انگلیسی: Five Days of Milan) یک رخ داد بزرگ در جنبش‌های ۱۸۴۸ میلادی اروپا بود. این جنبش سرآغاز نخستین جنگ ایتالیایی استقلال بود.
در ۱۸ مارس ۱۸۴۸، مردم به پا خاسته و در پنج روز جنگ خیابانی سربازان مارشال جوزف رادتزسکی را از شهر بیرون راندند.
در ۱۸۴۸ در روز نخست ژانویه، میلانی‌ها یک کمپین ضد اتریشی براه انداخته و برخی کالاها مانند فرآوردهای توتون که در انحصار اتریشی‌ها بود را تحریم نمودند.
پادگان اتریشی میلان بدست یک ژنرال ورزیده، جوزف رادتزسکی که در آن زمان بیش از ۸۰ سال داشت فرماندهی می‌شود و تجهیزات و جنگ‌افزارهای خوبی داشت؛ ولی مردم میلان در خیابان‌ها، خانه‌ها و پشت بام‌ها سنگر گرفته و از مردم روستایی خواستند به آن‌ها بپیوندند.